# Filialkirche St. Willibald (Kappel am Krappfeld)

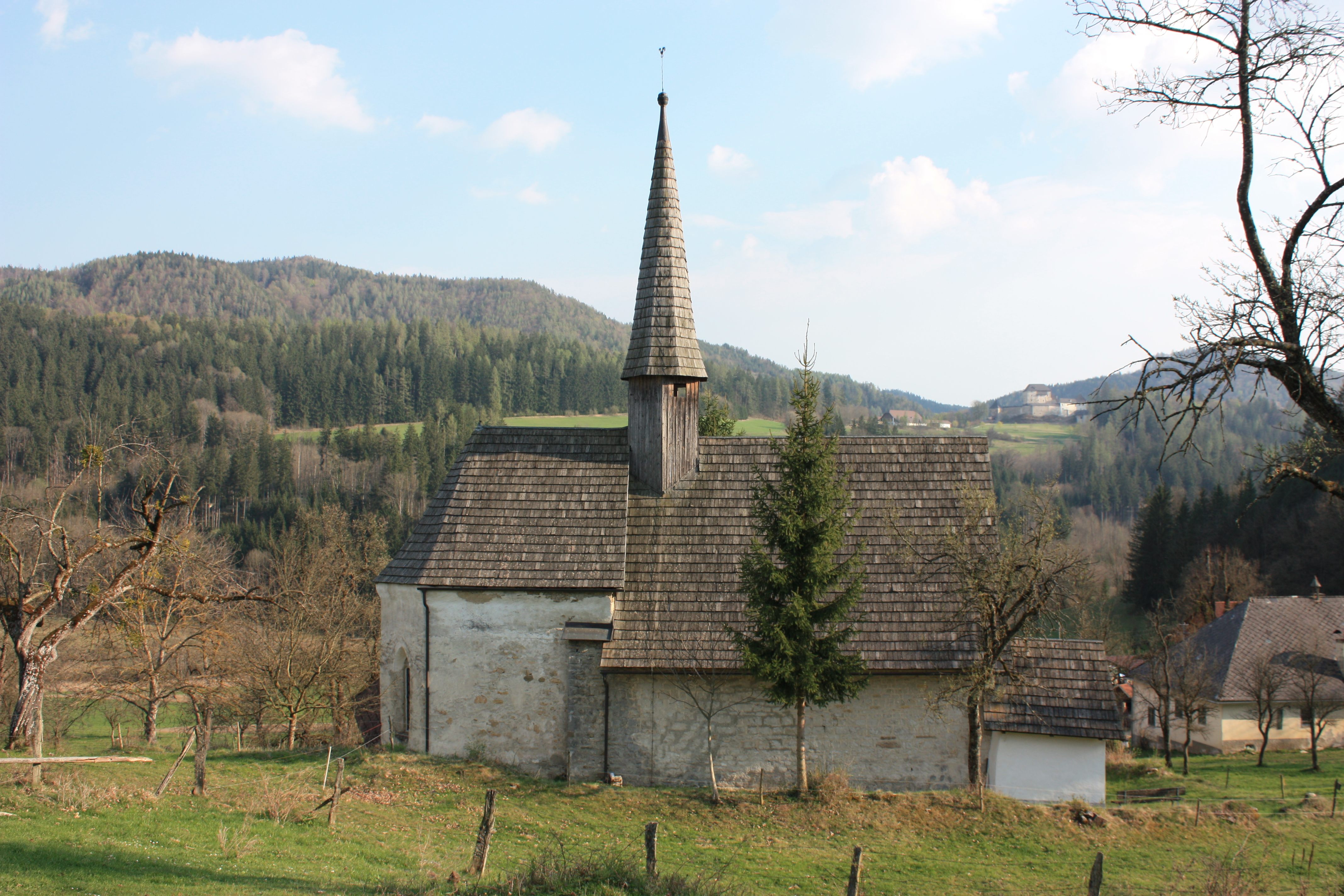
Filialkirche St. Willibald, im Hintergrund Burg Mannsberg

Die Filialkirche St. Willibald in der Gemeinde Kappel am Krappfeld gehört zur römisch-katholischen Pfarre St. Martin am Krappfeld. 
Die um 1200 erstmals erwähnte Kirche setzt sich aus einem romanischen Langhaus mit hölzernem Dachreiter und einem eingezogenen spätgotischen Chor mit Fünfachtelschluss zusammen. Südlich des Chores ist eine Sakristei mit Beinhaus im Untergeschoß angebaut. An der Westfassade des Langhauses befindet sich neben dem Kircheneingang eine kleine, offene, barocke Kapelle mit Wandmalereien.
Die Kirche besteht aus unregelmäßigem, grob verfugtem Quadermauerwerk mit weißen Fugenstrichen. An der Südseite des Langhauses befinden sich drei kleine Rundbogenfenster.
Bei der Restaurierung 1994/95 wurde die Holzdecke im Langhaus rekonstruiert, zugleich wurden im Kreuzgewölbe des Chores Pflanzenranken und rote Schablonenmuster, eine spätgotische Seccomalerei, freigelegt. 
Die gotische Altarmensa ist gemauert. Das urtümliche Kirchengestühl stammt ursprünglich aus der Filialkirche St. Lorenzen am Wallersberg.